# Dactylocythere chelomata
Dactylocythere chelomata är en kräftdjursart som först beskrevs av Crawford 1961.  Dactylocythere chelomata ingår i släktet Dactylocythere och familjen Entocytheridae. Inga underarter finns listade i Catalogue of Life.